# Agrostis boyacensis
Agrostis boyacensis é uma espécie de gramínea do gênero Agrostis, pertencente à família Poaceae.